# Horus Halcón
Horus Halcón es el nombre de un gobernante egipcio predinástico de la época de Naqada III, cuyo título era un serej vacío, sin halcón posado. Su nombre aparece en la tumba U-j de la necrópolis de Umm el-Qaab, en Abidos, en la paleta de Tehenu, y en la paleta MMA.
Según G. Dreyer, Halcón era un rey ya que en su nombre aparece un serej, pero otras teorías creen que el grabado no es tal serej, sino un edificio: en ese caso, Halcón sería el nombre de un lugar.
Se cree que inicialmente el pueblo de los "Halcones" era un primitivo reino distante 650 km del mar Mediterráneo, en una zona del valle Nilo situada entre Luxor y Edfu.